# Louis de Rochechouart
Louis de Rochechouart (mort à Paris en 1505) est un ecclésiastique issu de la famille de Rochechouart de Mortemart qui fut  évêque de Saintes  de 1462 à 1492.

## Biographie
Louis de Rochechouart est le 2e fils de Jean de Rochechouart, Ier seigneur de Mortemart, et de Jeanne de Torsay  sa seconde épouse. Archidiacre d'Aunis en 1460 il est élu par le chapitre de chanoines de Saintes pour succéder à son oncle l'évêque Guy de Rochechouart qui se retire en sa faveur. Le 10 août 1492, il résigne lui aussi son évêché en faveur de son neveu Pierre de Rochechouart et se retire à Paris où il meurt en 1505. Il lègue ses biens à son église, ce qui entraîne un procès intenté par ses héritiers, les enfants de son frère Jean II et leur mère Marguerite d'Amboise, qui ne se termine que le 9 juillet 1509.
Il a notamment écrit un Journal de voyage à Jérusalem.